# Rallye de l'Acropole 1983
Le Rallye de l'Acropole 1983 (30e Rallye Acropolis), disputé du 30 mai 1983 au 2 juin 1983, est la cent-dix-septième  manche du championnat du monde des rallyes (WRC) courue depuis 1973, et la sixième manche du championnat du monde des rallyes 1983.

## Contexte avant la course

### Le championnat du monde
Ayant succédé en 1973 au championnat international des marques (en vigueur de 1970 à 1972), le championnat du monde des rallyes se dispute sur un maximum de treize manches, comprenant les plus célèbres épreuves routières internationales, telles le Rallye Monte-Carlo, le Safari ou le RAC Rally. Depuis 1979, le championnat des constructeurs a été doublé d'un championnat pilotes, ce dernier remplaçant l'éphémère Coupe des conducteurs, organisée à seulement deux reprises en 1977 et 1978. Le calendrier 1983 intègre douze manches pour l'attribution du titre de champion du monde des pilotes dont dix sélectives pour le championnat des marques (le Rallye de Suède et le Rallye de Côte d'Ivoire en étant exclus). Les épreuves sont réservées aux catégories suivantes :
- Groupe N : voitures de grande production de série, ayant au minimum quatre places, fabriquées à au moins 5000 exemplaires en douze mois consécutifs ; modifications très limitées par rapport au modèle de série (bougies, amortisseurs).
- Groupe A : voitures de tourisme de grande production, fabriquées à au moins 5000 exemplaires en douze mois consécutifs, avec possibilité de modifications des pièces d'origine ; poids minimum fonction de la cylindrée.
- Groupe B : voitures de grand tourisme, fabriquées à au moins 200 exemplaires en douze mois consécutifs, avec possibilité de modifications des pièces d'origine (extension d'homologation portant sur 10% de la production). Les élargisseurs d'aile rapportés sont interdits[2].
- En outre, les anciennes voitures des groupes 2 (tourisme spécial) et 4 (grand tourisme spécial) sont admises à participer aux manches mondiales, mais leurs résultats ne seront pas pris en compte dans le cadre du championnat[3].

Champion du monde des constructeurs en 1982 avec la Quattro groupe 4 à transmission intégrale, Audi remet son titre en jeu après avoir adapté sa voiture à la nouvelle réglementation groupe B. La concurrence est toutefois plus cette année, la Scuderia Lancia disposant, avec sa Rally 037 spécialement conçue pour la course, d'une arme particulièrement efficace sur asphalte. À l'issue des quatre premières manches, la marque italienne, grâce à la victoire de Walter Röhrl au Rallye Monte-Carlo et à celle de Markku Alén au Tour de Corse, a pris une courte avance sur sa concurrente allemande qui compte bien profiter des nombreuses épreuves sur terre pour reprendre l'avantage. Vainqueur du Rallye de Suède (manche ne comptant pas pour l'attribution du titre des constructeurs) et de celui du Portugal, Hannu Mikkola, premier pilote Audi, devance nettement Röhrl et Alén au classement provisoire du championnat des conducteurs.

### L'épreuve
Disputé depuis 1953, le Rallye de l'Acropole est l'un des plus éprouvants rallyes européens, équipages et mécaniques rencontrant de nombreuses difficultés sur les pistes grecques, devant affronter ornières, poussière et boue sur un terrain mettant à mal pneumatiques, suspensions et transmission, pilotes et copilotes souffrant en outre de la chaleur intense régnant dans l'habitacle des voitures. Le taux d'abandons y est très élevé,  les trois quarts des engagés ne parvenant généralement pas au terme de l'épreuve. Victorieuse en 1982 sur son Audi Quattro, Michèle Mouton avait démontré les bénéfices de la transmission intégrale sur ce type de parcours.

## Le parcours
- départ : 30 mai 1983 d'Athènes
- arrivée : 2 juin 1983 à Athènes

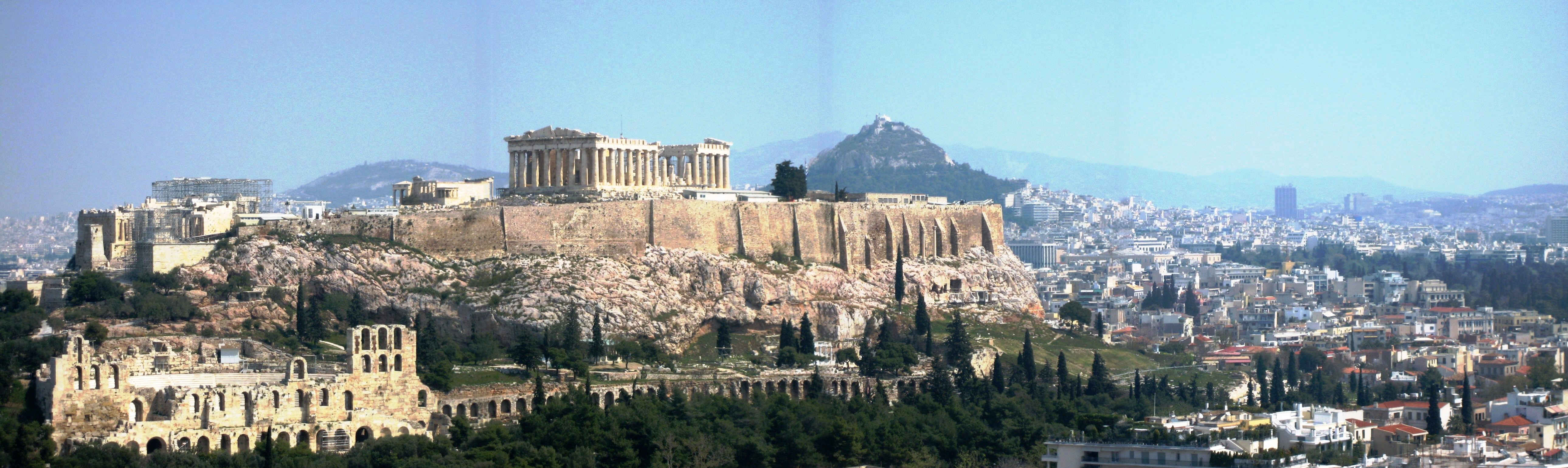
Départ et arrivée de l'épreuve ont pour cadre l'Acropole.

- distance : 2264 km, dont 836,73 sur 45 épreuves spéciales (46 épreuves initialement prévues, pour un total de 843,3 km chronométrés)
- surface : asphalte (50,6 km chronométrés) et terre (786,13 km chronométrés[5])
- Parcours divisé en trois étapes[6]

### Première étape
- Athènes - Kalambaka, le 30 mai
- 747 km dont 296,91 sur 15 épreuves spéciales

### Deuxième étape
- Kalambaka - Lagonissi, du 31 mai au 1er juin
- 787 km dont 305,66 sur 16 épreuves spéciales (17 épreuves initialement prévues, pour un total de 312,23 km chronométrés)

### Troisième étape
- Lagonissi - Athènes, du 1er au 2 juin
- 730 km dont 234,16 sur 14 épreuves spéciales

## Les forces en présence
- Audi

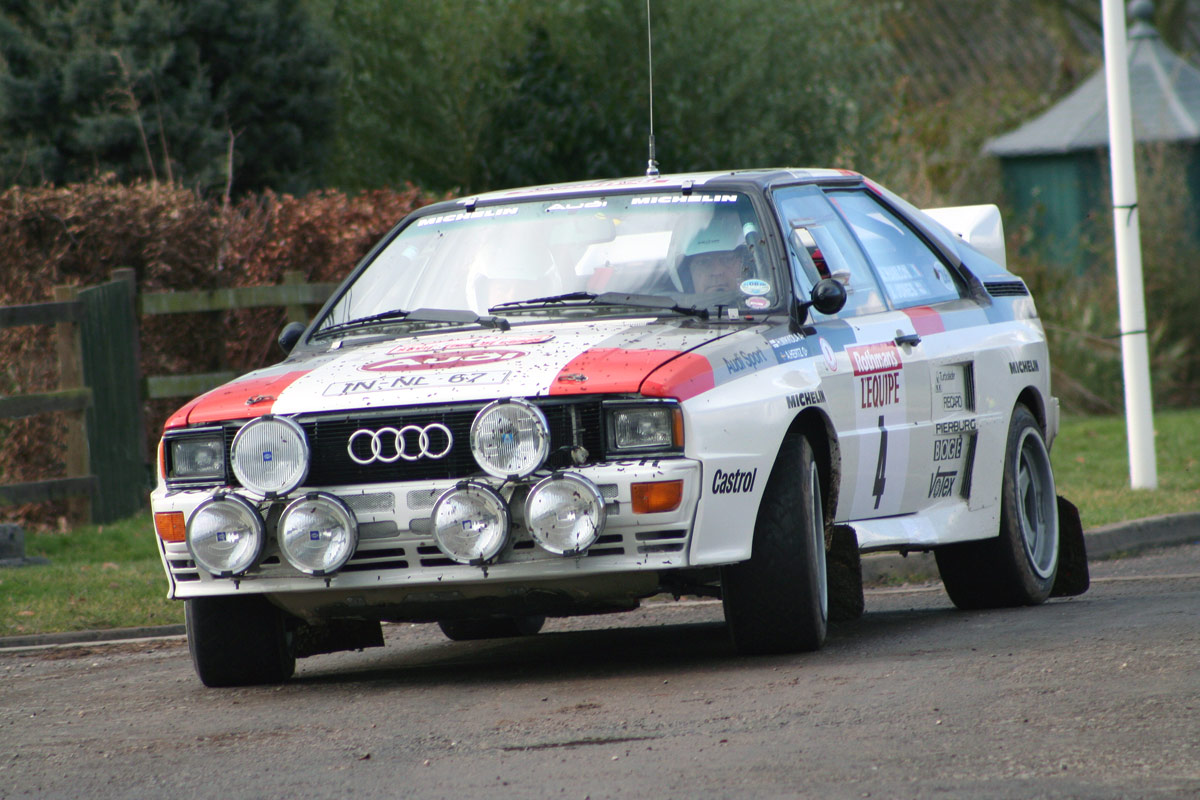
Une Audi Quattro A2 lors d'une manifestation historique.

Le constructeur d'Ingolstadt a engagé trois Quattro A2 groupe B à transmission intégrale pour Hannu Mikkola, Michèle Mouton et Stig Blomqvist, qui participe pour la première fois au Rallye de l'Acropole. En configuration terre, ces coupés pèsent plus de 1100 kg. Ils sont dotés d'un moteur cinq cylindres vingt soupapes de 2109 cm3 à injection Bosch et suralimenté par un turbocompresseur KKK. Avec une pression du turbo légèrement réduite pour l'épreuve grecque, la puissance maximale est de 340 chevaux à 7000 tr/min. En plus des trois voitures officiellement engagées par l'usine, exclusivement chaussées de pneus Michelin, l'importateur autrichien d'Audi aligne une Quattro A1 (version précédente de ce modèle, un peu plus lourde), confiée à Franz Wittmann, qui pourra disposer, de pneus Kléber ou de Michelin.
- Lancia

La Scuderia Lancia aligne trois Rally 037 groupe B pour Walter Röhrl, Markku Alén et Attilio Bettega. Conçues exclusivement pour la compétition, ces berlinettes de 970 kg sont équipées d'un moteur de quatre cylindres de 1995 cm3 placé en position centrale arrière. Muni d'une injection mécanique Bosch Kügelfischer et suralimenté par un compresseur volumétrique Abarth, il développe 310 chevaux à 8000 tr/min. Les Lancia utilisent des pneus Pirelli.
- Nissan

Nissan Europe est présent avec trois coupés 240RS groupe B, confiés à Timo Salonen, Shekhar Mehta et Iórgis Moschous. Ces voitures de 1050 kg sont dotées d'un moteur quatre cylindres de 2340 cm3 alimenté par deux carburateurs double corps Solex, développant 250 chevaux. Elles utilisent des pneus Dunlop de fabrication japonaise.
- Opel

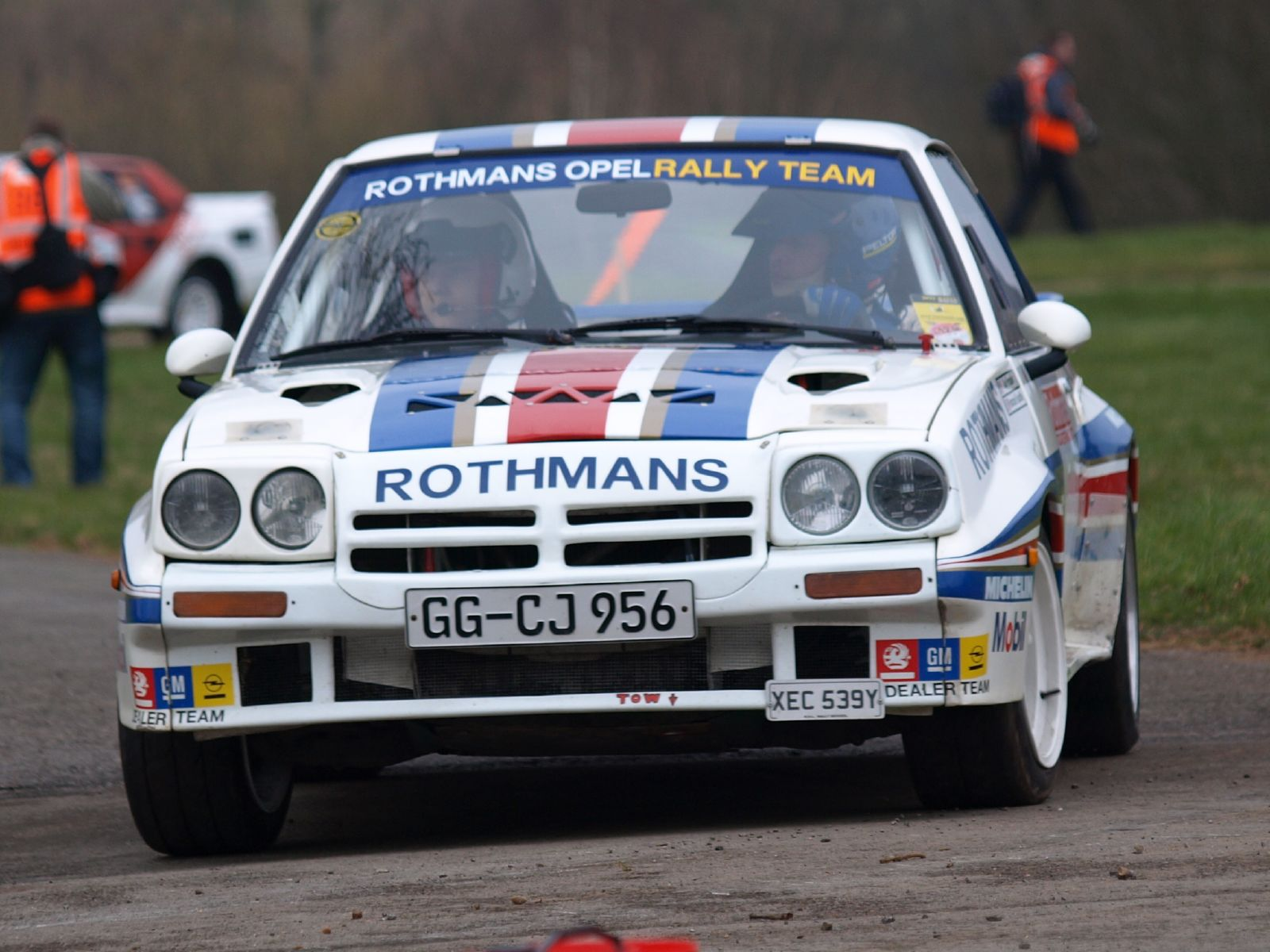
Trois Opel Manta 400 groupe B seront au départ.

L'écurie Rothmans aligne trois Opel Manta 400 groupe B pour Ari Vatanen, Henri Toivonen et Jimmy McRae. Pesant 980 kg, ces coupés reprennent la mécanique de la précédente Ascona 400 : moteur quatre cylindres de 2420 cm3 développé par Cosworth, deux carburateurs double corps, 270 chevaux. Ils utilisent des pneus Michelin.
- Renault

Jean Ragnotti dispose d'une Renault 5 Turbo groupe B engagée par Renault Sport. Elle pèse 925 kg ; son moteur quatre cylindres de 1397 cm3, en position centrale arrière, est alimenté par un système d'injection indirecte Bosch K-Jetronic et muni d'un turbocompresseur Garrett. Sa puissance maximale est de l'ordre de 285 chevaux. Ragnotti utilise des pneus Michelin.
- Citroën

Le constructeur français engage officiellement trois Citroën Visa Chrono groupe B pour Maurice Chomat, Philippe Wambergue et Christian Rio. Pesant moins de 800 kg, ces petites berlines sont munies d'un moteur quatre cylindres de 1434 cm3 alimenté par deux carburateurs Weber double corps. Leur puissance maximale, transmise aux roues avant, est de 140 chevaux à 7200 tr/min. Huit pilotes privés s'alignent sur des modèles identiques, les plus en vue étant Christian Dorche et Alain Coppier. Les Visa sont chaussées de pneus Michelin.

## Déroulement de la course

### Première étape

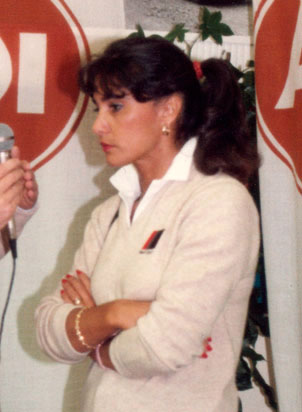
Victorieuse l'année précédente, Michèle Mouton a cette fois dû renoncer dès les premiers kilomètres de course.

Les cent vingt équipages s'élancent du pied de l'Acropole le lundi matin. Dès la première épreuve spéciale, Michèle Mouton heurte un rocher à l'intérieur d'une épingle et effectue un tonneau ; elle parvient à repartir mais l'Audi Quattro est sérieusement endommagée, le capot arrière (dans lequel est fixé le radiateur d'huile) tenant à peine. Une conduite d'huile se rompt peu après, et le moteur ne tarde pas à casser, provoquant l'abandon de l'équipage numéro un. Sur ce tronçon mixte (asphalte puis terre), les Lancia se montrent très à l'aise et Attilio Bettega prend la tête de la course devant son coéquipier Walter Röhrl. Hannu Mikkola a perdu plus de deux minutes et demie à cause d'une crevaison et c'est son coéquipier Stig Blomqvist qui est le mieux placé des pilotes Audi, le pilote suédois ne pointant toutefois qu'à la quatrième place, précédé par l'Opel de Jimmy McRae. Également retardé par une crevaison, Ari Vatanen est à plus de quatre minutes sur son Opel. Les Lancia confirment leur compétitivité dans le secteur suivant : Alén, qui avait perdu du temps au départ à cause de la poussière soulevée par les concurrents partis devant lui, y devance les Audi et remonte à la troisième place du classement général derrière Röhrl et Blomqvist. Vatanen a de nouveau perdu du temps, à cause d'un problème de freins, tandis que son coéquipier McRae a été retardé de plusieurs minutes à la suite d'ennuis d'alimentation d'essence. Retardé par un filtre à air obstrué sur sa Renault 5 Turbo, Jean Ragnotti a rétrogradé de la cinquième à la dixième place. Blomqvist est à son tour victime d'une crevaison dans le secteur d'Alikí, où il perd près de trois minutes ; les Lancia occupent désormais les trois premières places, Röhrl et Alén, au coude à coude, devançant Bettega. Mikkola est remonté à la cinquième place, juste derrière l'Opel d'Henri Toivonen. Ce dernier perd une roue dans le tronçon suivant et tombe à la onzième place, tandis qu'Alén s'empare du commandement de la course devant Röhrl. Exploitant au mieux les pistes de terre, les Audi vont dès lors s'avérer les plus rapides, Mikkola comblant rapidement son retard sur les Lancia. Dans le secteur de Sikea, disputée sous la pluie, Alén tombe en panne d'essuie-glace et perd une minute, cédant la première place à Röhrl. Ragnotti, qui occupait la dixième place, vient alors d'abandonner, goujons de roue cassés. Les pilotes Audi poursuivent leur remontée et, à l'issue de l'épreuve spéciale de Makrirahi, Mikkola prend la tête de la course, précédant Röhrl de quatre secondes ; le pilote allemand est désormais sous la menace de Blomqvist, qui a débordé Alén. Mikkola accentue rapidement son avance et rallie Kalambaka après près d'une demi-minute de marge sur la première Lancia. Tous deux ralentis par des crevaisons, Blomqvist et Alén ont concédé un peu de terrain mais conservent les troisième et quatrième places, seulement séparés de trois secondes. Cinquième, Bettega a perdu du temps à cause d'un échappement cassé et accuse près de cinq minutes de retard sur l'Audi de tête. Il devance les trois Opel de Vatanen, McRae et Toivonen.
| Pos. | Pilote                  | Copilote              | Voiture             | Groupe | Temps           | Écart         |
| ---- | ----------------------- | --------------------- | ------------------- | ------ | --------------- | ------------- |
| 1    | Hannu Mikkola           | Arne Hertz            | Audi Quattro A2     | B      | 3 h 49 min 40 s |               |
| 2    | Walter Röhrl            | Christian Geistdörfer | Lancia Rally 037    | B      | 3 h 50 min 06 s | + 26 s        |
| 3    | Stig Blomqvist          | Björn Cederberg       | Audi Quattro A2     | B      | 3 h 51 min 27 s | + 1 min 47 s  |
| 4    | Markku Alén             | Ilkka Kivimäki        | Lancia Rally 037    | B      | 3 h 51 min 30 s | + 1 min 50 s  |
| 5    | Attilio Bettega         | Maurizio Perissinot   | Lancia Rally 037    | B      | 3 h 54 min 25 s | + 4 min 45 s  |
| 6    | Ari Vatanen             | Terry Harryman        | Opel Manta 400      | B      | 3 h 57 min 01 s | + 7 min 21 s  |
| 7    | Jimmy McRae             | Ian Grindrod          | Opel Manta 400      | B      | 4 h 01 min 38 s | + 11 min 58 s |
| 8    | Henri Toivonen          | Fred Gallagher        | Opel Manta 400      | B      | 4 h 01 min 57 s | + 12 min 17 s |
| 9    | Shekhar Mehta           | Yvonne Mehta          | Nissan 240RS        | B      | 4 h 04 min 53 s | + 15 min 13 s |
| 10   | Franz Wittmann          | Kurt Nestinger        | Audi Quattro A1     | B      | 4 h 08 min 39 s | + 18 min 59 s |
| 11   | Iórgis Moschous         | Kóstas Fertakis       | Nissan 240RS        | B      | 4 h 13 min 29 s | + 23 min 49 s |
| 12   | Timo Salonen            | Seppo Harjanne        | Nissan 240RS        | B      | 4 h 17 min 51 s | + 28 min 11 s |
| 13   | Philippe Wambergue      | Vincent Laverne       | Citroën Visa Chrono | B      | 4 h 30 min 04 s | + 40 min 24 s |
| 14   | Olivier Tabatoni        | J.L. Chausse          | Citroën Visa Chrono | B      | 4 h 30 min 17 s | + 40 min 37 s |
| 15   | Manolis Panagiotopoulos | Nikos Generalis       | Toyota Starlet      | 2      | 4 h 32 min 49 s | + 43 min 09 s |

### Deuxième étape

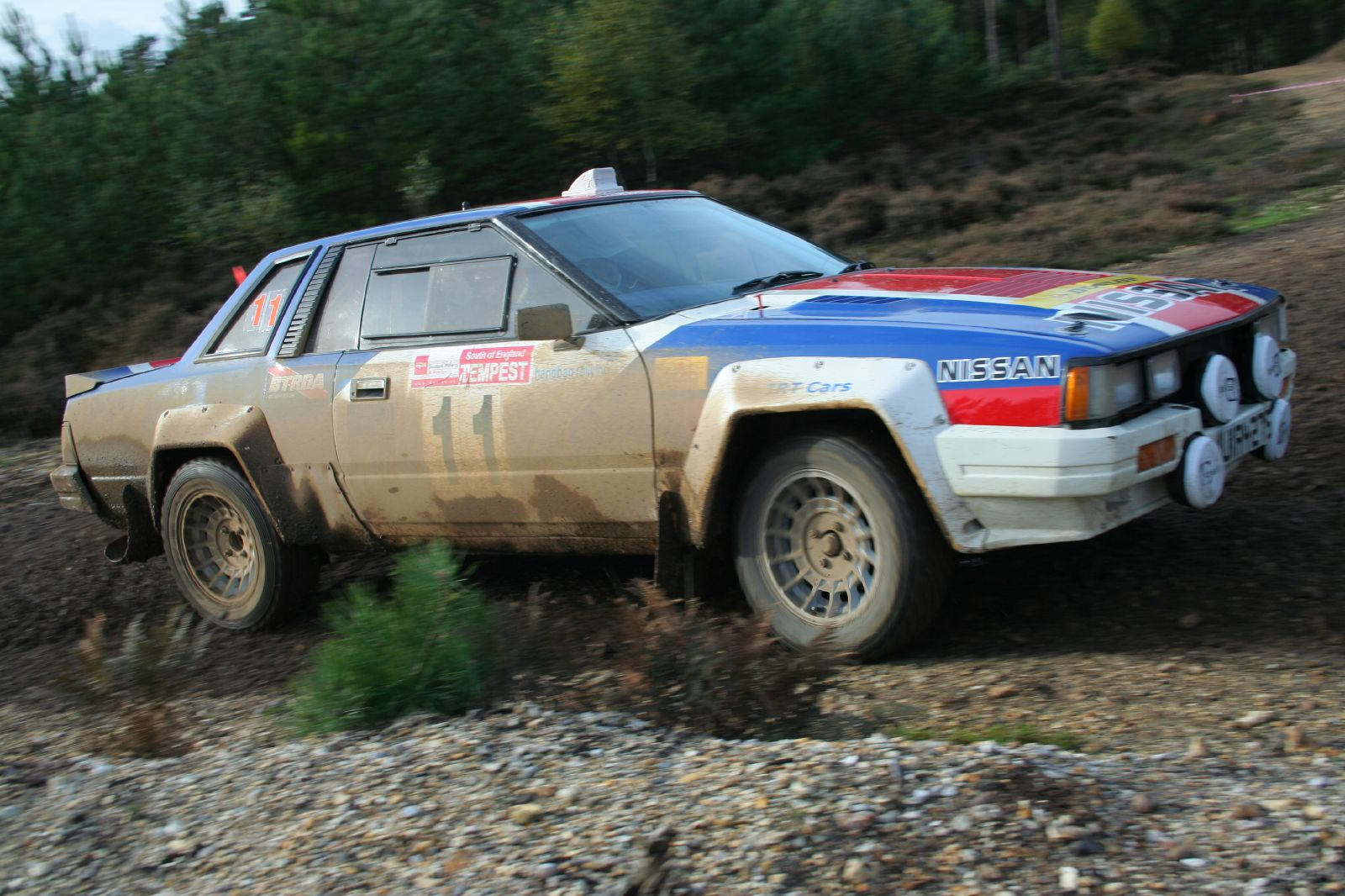
Une Nissan 240 RS semblable à celle de Salonen, un des nombreux perdants de cette deuxième étape.

Les concurrents repartent de Kalambaka le mardi. D'emblée, les Audi confirment leur supériorité sur terre et Blomqvist s'empare bientôt de la deuxième place au détriment de Röhrl (qu'une crevaison a retardé) et commence à se rapprocher de Mikkola. Alors qu'il est revenu sur les talons de son coéquipier, il est cependant ralenti par un début d'incendie, puis par un problème de direction. La réparation lui coûte treize minutes de pénalisation routière, le faisant chuter à la septième place du classement général, derrière les Opel de Vatanen et Toivonen. Celui-ci fait le forcing au cours de la nuit et va profiter d'une double crevaison de Bettega pour accéder à la quatrième place, tandis que Mikkola a conforté sa position en tête, achevant l'étape avec une marge de trois minutes sur la Lancia de Röhrl et de six sur celle d'Alén. Malgré la casse d'une roue et une fin de parcours effectuée en partie sur la jante, Vatanen a rallié Lagonissi à la cinquième place, juste devant Blomqvist. Ayant dû faire remplacer la boîte de vitesses de sa Nissan, Timo Salonen s'est retrouvé hors délai, la réparation ayant pris beaucoup trop de temps et le pilote finlandais a dû renoncer. L'étape a été particulièrement difficile pour l'ensemble des équipages, seulement quarante-sept voitures restant en course.
| Pos. | Pilote                    | Copilote              | Voiture             | Groupe | Temps           | Écart             |
| ---- | ------------------------- | --------------------- | ------------------- | ------ | --------------- | ----------------- |
| 1    | Hannu Mikkola             | Arne Hertz            | Audi Quattro A2     | B      | 7 h 57 min 03 s |                   |
| 2    | Walter Röhrl              | Christian Geistdörfer | Lancia Rally 037    | B      | 7 h 59 min 58 s | + 2 min 55 s      |
| 3    | Markku Alén               | Ilkka Kivimäki        | Lancia Rally 037    | B      | 8 h 03 min 06 s | + 6 min 03 s      |
| 4    | Henri Toivonen            | Fred Gallagher        | Opel Manta 400      | B      | 8 h 11 min 51 s | + 14 min 48 s     |
| 5    | Ari Vatanen               | Terry Harryman        | Opel Manta 400      | B      | 8 h 14 min 44 s | + 17 min 41 s     |
| 6    | Stig Blomqvist            | Björn Cederberg       | Audi Quattro A2     | B      | 8 h 16 min 07 s | + 19 min 04 s     |
| 7    | Attilio Bettega           | Maurizio Perissinot   | Lancia Rally 037    | B      | 8 h 16 min 36 s | + 19 min 33 s     |
| 8    | Jimmy McRae               | Ian Grindrod          | Opel Manta 400      | B      | 8 h 22 min 41 s | + 25 min 38 s     |
| 9    | Shekhar Mehta             | Yvonne Mehta          | Nissan 240RS        | B      | 8 h 26 min 20 s | + 29 min 17 s     |
| 10   | Franz Wittmann            | Kurt Nestinger        | Audi Quattro A1     | B      | 8 h 30 min 07 s | + 33 min 04 s     |
| 11   | Iórgis Moschous           | Kóstas Fertakis       | Nissan 240RS        | B      | 8 h 49 min 18 s | + 52 min 15 s     |
| 12   | Philippe Wambergue        | Vincent Laverne       | Citroën Visa Chrono | B      | 9 h 23 min 34 s | + 1 h 26 min 31 s |
| 13   | Rudolf Stohl              | Kurt Mödlhammer       | Lada 1500           | B      | 9 h 36 min 14 s | + 1 h 39 min 11 s |
| 14   | Maurice Chomat            | Didier Breton         | Citroën Visa Chrono | B      | 9 h 39 min 32 s | + 1 h 42 min 29 s |
| 15   | Andreas Papatriantafillou | Konstantinos Stefanis | Toyota Corolla      | 2      | 9 h 39 min 53 s | + 1 h 42 min 50 s |

### Troisième étape
Les concurrents repartent de Lagonissi le mercredi soir, pour une boucle au cœur du Péloponnèse. Plusieurs pilotes se font piéger dès le premier tronçon chronométré : Toivonen sort de la route et doit renoncer ; Röhrl a également fait une incursion hors piste, mais sa Lancia n'est pas trop endommagée, et le pilote allemand a pu repartir, ayant perdu une minute et demie. Son retard sur Mikkola reste cependant inchangé, le Finlandais ayant perdu un temps équivalent à cause d'une crevaison. Blomqvist attaque sans relâche et se montre le plus rapide dans les six premières épreuves spéciales, à l'issue desquelles il est remonté à la quatrième place, après avoir débordé l'Opel de Vatanen. En tête, Mikkola, qui se contente de contrôler ses adversaires, compte alors un peu plus de deux minutes d'avance sur Röhrl et cinq sur Alén. Il semble avoir course gagnée, mais dans le secteur de Likohia une attache du capot arrière de l'Audi cède. Il fait toujours nuit aussi l'équipage ne s'en aperçoit-il pas. Le capot traîne par terre et le radiateur d'huile finit par se détacher ; le moteur n'est plus lubrifié et casse presque aussitôt. Mikkola doit renoncer, cédant le commandement à Röhrl. Le pilote allemand possède alors trois minutes et demie d'avance sur son coéquipier Alén. Désormais troisième, Blomqvist compte près d'un quart d'heure de retard et ne peut plus menacer les Lancia. Les positions sont acquises ; Röhrl remporte l'épreuve grecque pour la troisième fois et prend la tête du championnat du monde, Lancia accentuant son avance au classement des constructeurs. Troisième devant l'Opel de Vatanen et la Lancia de Bettega, Blomqvist permet toutefois à Audi de garder le contact avec la marque italienne. Auteur d'une course sage, Shekhar Mehta se classe sixième sur la seule Nissan officielle rescapée. Trente-six voitures ont rallié l'arrivée.

### Classements intermédiaires
Classements intermédiaires des pilotes après chaque épreuve spéciale

### Classement général

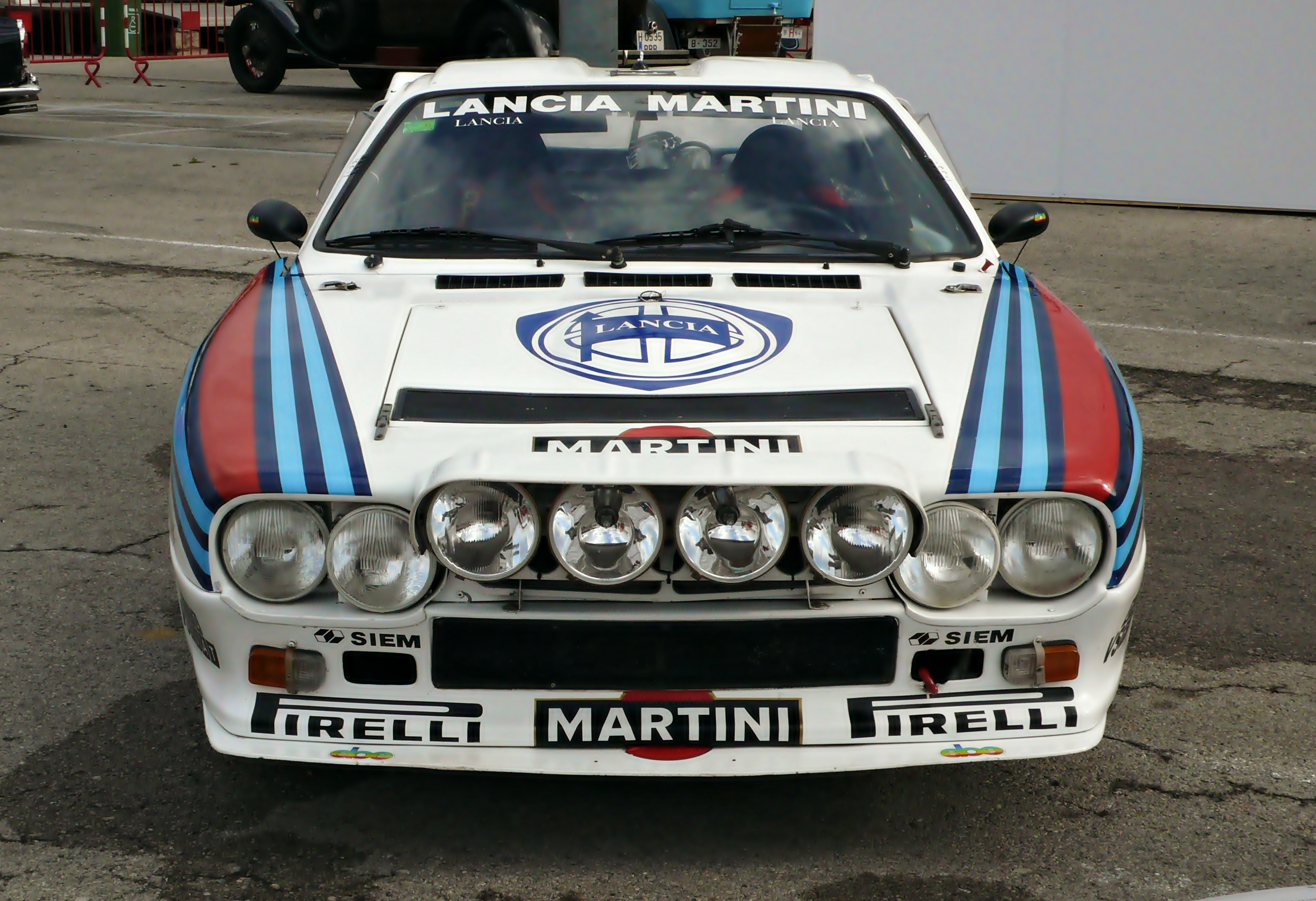
Après la Corse, nouveau triomphe des Lancia Rally 037 en Grèce, sur un terrain où les Audi étaient pourtant largement favorites au départ.

| Pos | No | Pilote             | Copilote              | Voiture             | Temps            | Écart             | Groupe |
| --- | -- | ------------------ | --------------------- | ------------------- | ---------------- | ----------------- | ------ |
| 1   | 3  | Walter Röhrl       | Christian Geistdörfer | Lancia Rally 037    | 11 h 12 min 22 s |                   | B      |
| 2   | 7  | Markku Alén        | Ilkka Kivimäki        | Lancia Rally 037    | 11 h 18 min 42 s | + 6 min 20 s      | B      |
| 3   | 8  | Stig Blomqvist     | Björn Cederberg       | Audi Quattro A2     | 11 h 26 min 18 s | + 13 min 56 s     | B      |
| 4   | 2  | Ari Vatanen        | Terry Harryman        | Opel Manta 400      | 11 h 35 min 11 s | + 22 min 49 s     | B      |
| 5   | 15 | Attilio Bettega    | Maurizio Perissinot   | Lancia Rally 037    | 11 h 36 min 38 s | + 24 min 16 s     | B      |
| 6   | 10 | Shekhar Mehta      | Yvonne Mehta          | Nissan 240RS        | 11 h 49 min 41 s | + 37 min 19 s     | B      |
| 7   | 11 | Franz Wittmann     | Kurt Nestinger        | Audi Quattro A1     | 11 h 54 min 03 s | + 41 min 41 s     | B      |
| 8   | 9  | Jimmy McRae        | Ian Grindrod          | Opel Manta 400      | 11 h 56 min 23 s | + 44 min 01 s     | B      |
| 9   | 42 | Philippe Wambergue | Vincent Laverne       | Citroën Visa Chrono | 13 h 17 min 30 s | + 2 h 05 min 08 s | B      |
| 10  | 34 | Maurice Chomat     | Didier Breton         | Citroën Visa Chrono | 13 h 28 min 08 s | + 2 h 15 min 46 s | B      |

### Équipages de tête
- ES1 :  Attilio Bettega -  Maurizio Perissinot (Lancia Rally 037)
- ES2 à ES3 :  Walter Röhrl -  Christian Geistdörfer (Lancia Rally 037)
- ES4 à ES8 :  Markku Alén -  Ilkka Kivimäki (Lancia Rally 037)
- ES9 à ES12 :  Walter Röhrl -  Christian Geistdörfer (Lancia Rally 037)
- ES13 à ES38 :  Hannu Mikkola -  Arne Hertz (Audi Quattro A2)
- ES39 à ES46 :  Walter Röhrl -  Christian Geistdörfer (Lancia Rally 037)

### Vainqueurs d'épreuves spéciales
- Stig Blomqvist -  Björn Cederberg (Audi Quattro A2) : 19 spéciales (ES 6 à 10, 15, 16, 18, 19, 25, 33 à 38, 43 à 45)
- Hannu Mikkola -  Arne Hertz (Audi Quattro A2) : 8 spéciales (ES 3 à 5, 10, 21, 23, 28, 31)
- Markku Alén -  Ilkka Kivimäki (Lancia Rally 037) : 5 spéciales (ES 2, 11, 26, 29, 30)
- Walter Röhrl -  Christian Geistdörfer (Lancia Rally 037) : 5 spéciales (ES 20, 27, 37, 39, 41)
- Ari Vatanen -  Terry Harryman (Opel Manta 400) : 5 spéciales (ES 17, 24, 40, 42, 46)
- Henri Toivonen -  Fred Gallagher (Opel Manta 400) : 3 spéciales (ES 13, 14, 32)
- Attilio Bettega -  Maurizio Perissinot (Lancia Rally 037) : 1 spéciale (ES 1)
- Iórgis Moschous -  Kóstas Fertakis (Nissan 240RS) : 1 spéciale (ES 12)

## Résultats des principaux engagés
| No | Pilote                    | Copilote              | Voiture             | Groupe | Classement général                                | Class. groupe |
| -- | ------------------------- | --------------------- | ------------------- | ------ | ------------------------------------------------- | ------------- |
| 1  | Michèle Mouton            | Fabrizia Pons         | Audi Quattro A2     | B      | ab. dans la 1re spéciale (moteur, après accident) | -             |
| 2  | Ari Vatanen               | Terry Harryman        | Opel Manta 400      | B      | 4e à 22 min 49 s                                  | 4e            |
| 3  | Walter Röhrl              | Christian Geistdörfer | Lancia Rally 037    | B      | 1er                                               | 1er           |
| 4  | Hannu Mikkola             | Arne Hertz            | Audi Quattro A2     | B      | ab. dans la 39e spéciale (moteur)                 | -             |
| 5  | Timo Salonen              | Seppo Harjanne        | Nissan 240RS        | B      | ab. après la 29e spéciale (hors délais)           | -             |
| 6  | Henri Toivonen            | Fred Gallagher        | Opel Manta 400      | B      | ab. dans la 33e spéciale (sortie de route)        | -             |
| 7  | Markku Alén               | Ilkka Kivimäki        | Lancia Rally 037    | B      | 2e à 6 min 20 s                                   | 2e            |
| 8  | Stig Blomqvist            | Björn Cederberg       | Audi Quattro A2     | B      | 3e à 13 min 56 s                                  | 3e            |
| 9  | Jimmy McRae               | Ian Grindrod          | Opel Manta 400      | B      | 8e à 44 min 01 s                                  | 8e            |
| 10 | Shekhar Mehta             | Yvonne Mehta          | Nissan 240RS        | B      | 6e à 37 min 19 s                                  | 6e            |
| 11 | Franz Wittmann            | Kurt Nestinger        | Audi Quattro A1     | B      | 7e à 41 min 41 s                                  | 7e            |
| 14 | Jean Ragnotti             | Jean-Marc Andrié      | Renault 5 Turbo     | B      | ab. dans la 9e spéciale (attache de roue)         | -             |
| 15 | Attilio Bettega           | Maurizio Perissinot   | Lancia Rally 037    | B      | 3e à 24 min 16 s                                  | 3e            |
| 16 | Iórgis Moschous           | Kóstas Fertakis       | Nissan 240RS        | B      | ab. dans la 39e spéciale (sortie de route)        | -             |
| 18 | « Leonidas »              | Tonia Pavli           | Renault 5 Turbo     | B      | ab. dans la 1re étape                             | -             |
| 19 | « Iaveris »               | Kóstas Fertakis       | Citroën Visa Chrono | B      | ab. dans la 1re étape                             | -             |
| 27 | Andreas Papatriantafillou | Konstantinos Stefanis | Toyota Corolla      | 2      | 13e à 1 h 39 min 07 s                             | 1er           |
| 28 | Manolis Panagiotopoulos   | Nikos Generalis       | Toyota Starlet      | 2      | ab. dans la 25e spéciale                          | -             |
| 33 | Maurizio Verini           | Antonio Martino       | Citroën Visa Chrono | B      | ab. dans la 1re étape                             | -             |
| 34 | Maurice Chomat            | Didier Breton         | Citroën Visa Chrono | B      | 10e à 2 h 15 min 46 s                             | 10e           |
| 35 | Alain Coppier             | Josépha Laloz         | Citroën Visa Chrono | B      | ab. dans la 5e spéciale (support moteur)          | -             |
| 38 | Christian Rio             | Bernard Martin-Dondoz | Citroën Visa Chrono | B      | 11e à 2 h 21 min 43 s                             | 11e           |
| 39 | Olivier Tabatoni          | J.L. Chausse          | Citroën Visa Chrono | B      | ab. dans la 24e spéciale (transmission)           | -             |
| 40 | Rudolf Stohl              | Kurt Mödlhammer       | Lada 1500           | B      | 12e à 2 h 36 min 53 s                             | 12e           |
| 41 | Christian Dorche          | Pierre Thimonier      | Citroën Visa Chrono | B      | ab. dans la 45e spéciale (transmission)           | -             |
| 42 | Philippe Wambergue        | Vincent Laverne       | Citroën Visa Chrono | B      | 9e à 2 h 05 min 08 s                              | 9e            |

## Classements des championnats à l'issue de la course

### Constructeurs
- Attribution des points : 10, 9, 8, 7, 6, 5, 4, 3, 2, 1 respectivement aux dix premières marques de chaque épreuve, additionnés de 8, 7, 6, 5, 4, 3, 2, 1 respectivement aux huit premières de chaque groupe (seule la voiture la mieux classée de chaque constructeur marque des points). Les points de groupe ne sont attribués qu'aux concurrents ayant terminé dans les dix premiers au classement général. Autorisées à participer, les voitures des groupes 2 et 4 ne sont pas éligibles aux points. Respectivement treizième et seizième du Rallye du Portugal, Citroën et Opel sont considérés neuvième et dixième de cette épreuve dans le cadre du championnat, car précédés par des voitures des groupes 2 ou 4, et marquent donc des points. De même au Safari, où Peugeot et Toyota, respectivement huitième et vingt-et-unième, sont considérés cinquième et huitième.

- Seuls les sept meilleurs résultats (sur dix épreuves) sont retenus pour le décompte final des points.

| Pos. | Marque  | Points | M-C  | POR  | SAF  | COR  | ACR  | NZ | ARG | FIN | SAN | RAC |
| ---- | ------- | ------ | ---- | ---- | ---- | ---- | ---- | -- | --- | --- | --- | --- |
| 1    | Lancia  | 68     | 10+8 | 8+6  | -    | 10+8 | 10+8 |    |     |     |     |     |
| 2    | Audi    | 62     | 8+6  | 10+8 | 9+7  | -    | 8+6  |    |     |     |     |     |
| 3    | Opel    | 61     | 6+4  | 1+8  | 10+8 | 4+8  | 7+5  |    |     |     |     |     |
| 4    | Nissan  | 32     | -    | 3+1  | 7+5  | 5+3  | 5+3  |    |     |     |     |     |
| 5    | Renault | 16     | 4+2  | -    | -    | 6+4  | -    |    |     |     |     |     |
| 6    | Peugeot | 10     | -    | -    | 6+4  | -    | -    |    |     |     |     |     |
| 6=   | Toyota  | 10     | -    | -    | 3+7  | -    | -    |    |     |     |     |     |
| 8    | Citroën | 9      | -    | 2+0  | -    | 3+2  | 2+0  |    |     |     |     |     |
| 9    | Talbot  | 8      | -    | 5+3  | -    | -    | -    |    |     |     |     |     |

### Pilotes
- Attribution des points : 20, 15, 12, 10, 8, 6, 4, 3, 2, 1 respectivement aux dix premiers de chaque épreuve.
- Seuls les sept meilleurs résultats (sur douze épreuves) sont retenus pour le décompte final des points. Autorisés à participer, les pilotes courant sur des voitures des groupes 2 et 4 ne sont pas éligibles aux points.

| Pos. | Pilote             | Marque     | Points | M-C | SUE | POR | SAF | COR | ACR | NZ | ARG | FIN | SAN | CIV | RAC |
| ---- | ------------------ | ---------- | ------ | --- | --- | --- | --- | --- | --- | -- | --- | --- | --- | --- | --- |
| 1    | Walter Röhrl       | Lancia     | 67     | 20  | -   | 12  | -   | 15  | 20  |    |     |     |     |     |     |
| 2    | Hannu Mikkola      | Audi       | 65     | 10  | 20  | 20  | 15  | -   | -   |    |     |     |     |     |     |
| 3    | Markku Alén        | Lancia     | 60     | 15  | -   | 10  | -   | 20  | 15  |    |     |     |     |     |     |
| 4    | Ari Vatanen        | Opel       | 44     | 8   | 6   | -   | 20  | -   | 10  |    |     |     |     |     |     |
| 5    | Stig Blomqvist     | Audi       | 39     | 12  | 15  | -   | -   | -   | 12  |    |     |     |     |     |     |
| 6    | Michèle Mouton     | Audi       | 37     | -   | 10  | 15  | 12  | -   | -   |    |     |     |     |     |     |
| 7    | Adartico Vudafieri | Lancia     | 20     | -   | -   | 8   | -   | 12  | -   |    |     |     |     |     |     |
| 8    | Attilio Bettega    | Lancia     | 18     | -   | -   | -   | -   | 10  | 8   |    |     |     |     |     |     |
| 9    | Lasse Lampi        | Audi       | 12     | -   | 12  | -   | -   | -   | -   |    |     |     |     |     |     |
| 10   | Jayant Shah        | Nissan     | 10     | -   | -   | -   | 10  | -   | -   |    |     |     |     |     |     |
| 11   | Bruno Saby         | Renault    | 9      | 1   | -   | -   | -   | 8   | -   |    |     |     |     |     |     |
| 12   | Kalle Grundel      | Volkswagen | 8      | -   | 8   | -   | -   | -   | -   |    |     |     |     |     |     |
| 12=  | Johnny Hellier     | Peugeot    | 8      | -   | -   | -   | 8   | -   | -   |    |     |     |     |     |     |
| 12=  | Franz Wittmann     | Audi       | 8      | -   | -   | 4   | -   | -   | 4   |    |     |     |     |     |     |
| 15   | Henri Toivonen     | Opel       | 6      | 6   | -   | -   | -   | -   | -   |    |     |     |     |     |     |
| 15=  | Antonio Zanini     | Talbot     | 6      | -   | -   | 6   | -   | -   | -   |    |     |     |     |     |     |
| 15=  | Wolfgang Stiller   | Nissan     | 6      | -   | -   | -   | 6   | -   | -   |    |     |     |     |     |     |
| 15=  | Tony Pond          | Nissan     | 6      | -   | -   | -   | -   | 6   | -   |    |     |     |     |     |     |
| 15=  | Shekhar Mehta      | Nissan     | 6      | -   | -   | -   | -   | -   | 6   |    |     |     |     |     |     |